# Biegus krzywodzioby
Biegus krzywodzioby (Calidris ferruginea) – gatunek średniej wielkości ptaka brodzącego z rodziny bekasowatych (Scolopacidae). Wędrowny – w sezonie lęgowym zamieszkuje północną Syberię od półwyspu Jamał do Zatoki Koluczyńskiej, zimuje od Afryki przez południową część Azji po Australazję. Przelot wiosenny IV–V, jesienny VII–X. Podczas przelotów w sierpniu i wrześniu występuje w całej Polsce, zwłaszcza na pastwiskach, mokradłach i w pobliżu morza oraz jezior. Ze względu na szybki spadek liczebności jest klasyfikowany jako gatunek narażony.

## Systematyka
Po raz pierwszy zgodnie z zasadami nazewnictwa binominalnego gatunek ten opisał w 1763 roku Erik Pontoppidan, nadając mu nazwę Tringa Ferrugineus. Później gatunek bywał przypisywany do rodzaju Erolia, ale obecnie zalicza się go do Calidris. Nie wyróżnia się podgatunków.

## Morfologia
Długość całego ciała wynosi ok. 18–23 cm, sam ogon ma natomiast długość 5 cm. Rozpiętość skrzydeł zawiera się w zakresie 38–46 cm, zaś złożone skrzydło ma ok. 12–13,7 cm. Masa ciała przeciętnego osobnika oscyluje w pobliżu wartości 50 g, ale może wahać się od 44 do 117 g.
Poza okresem godowym górne partie ciała biegusa krzywodziobego mają szarą barwę. Upierzenie dolnych fragmentów jest białe i również widoczne podczas lotu ptaka. Biała linia na bocznej części głowy ciągnie się od dzioba do obszaru za okiem. Nogi ciemne, dziób długi i zakrzywiony. W szacie godowej upierzenie biegusa krzywodziobego przybiera efektowny, głęboki kasztanowy odcień w dolnych partiach ciała, a skrzydła pokrywają się plamkami w kolorach ciemnoczerwonym, czarnym i szarym. Upierzenie młodych osobników jest szarobrązowe z łuskowatym wzorem i kremowym zabarwieniem w przedniej części ciała.

## Występowanie

### Środowisko
Biegus krzywodzioby w okresie rozrodczym zamieszkuje tundrę. Często wybiera obszary bagniste lub podmokłe i wybrzeża wód słodkich. Zimą przebywa na przybrzeżnych równinach błotnych lub piaszczystych terytoriach, na mokradłach słonych oraz w pobliżu ujść rzek.

### Zasięg występowania
Występuje na północnej Syberii od półwyspu Jamał do Zatoki Koluczyńskiej (północny Półwysep Czukocki). Zimuje na obszarze od Afryki Subsaharyjskiej przez Bliski Wschód, południową i południowo-wschodnią Azję do Australazji. W zachodniej części Palearktyki biegus krzywodzioby porusza się trzema szlakami migracyjnymi: przez wybrzeża zachodniej Europy do zachodniej Afryki, ze wschodniej Europy przez Morze Czarne i Tunezję na zachód Afryki lub przez Morze Czarne, Morze Kaspijskie, Środkowy Wschód i jeziora doliny ryftowej do południowej i wschodniej części Afryki. Wielu przedstawicieli tego gatunku zimuje w południowych Indiach, w Sri Lance i Australii. Sporadycznie zalatuje do Ameryki Północnej i Południowej.

## Pożywienie
Biegus krzywodzioby żywi się drobnymi skorupiakami (np. krewetkami), owadami, poczwarkami, larwami, pijawkami, ślimakami, a także małżami. Okazjonalnie spożywa pokarmy pochodzenia roślinnego. Za pomocą swojego długiego dzioba poszukuje pożywienia na brzegach płytkich wód lub w błocie.

## Tryb życia i zachowanie
Gatunek prowadzi stadny tryb życia. Łączy się w duże grupy z innymi ptakami brodzącymi (np. z biegusem zmiennym). Schronienia poszukuje na kamienistych lub piaszczystych plażach, mierzejach i wysepkach.
Długość życia: większość biegusów krzywodziobych chwytanych na terenie Australii dożywa ok. 3–5 lat, a najstarszy znany osobnik dożył 19 lat.

### Głos
Opisywany jako czyste, miękkie trele djurri, jrjuritit, dirit lub chirrip, chirrup, chirririp albo churrup podczas lotu.

## Rozród

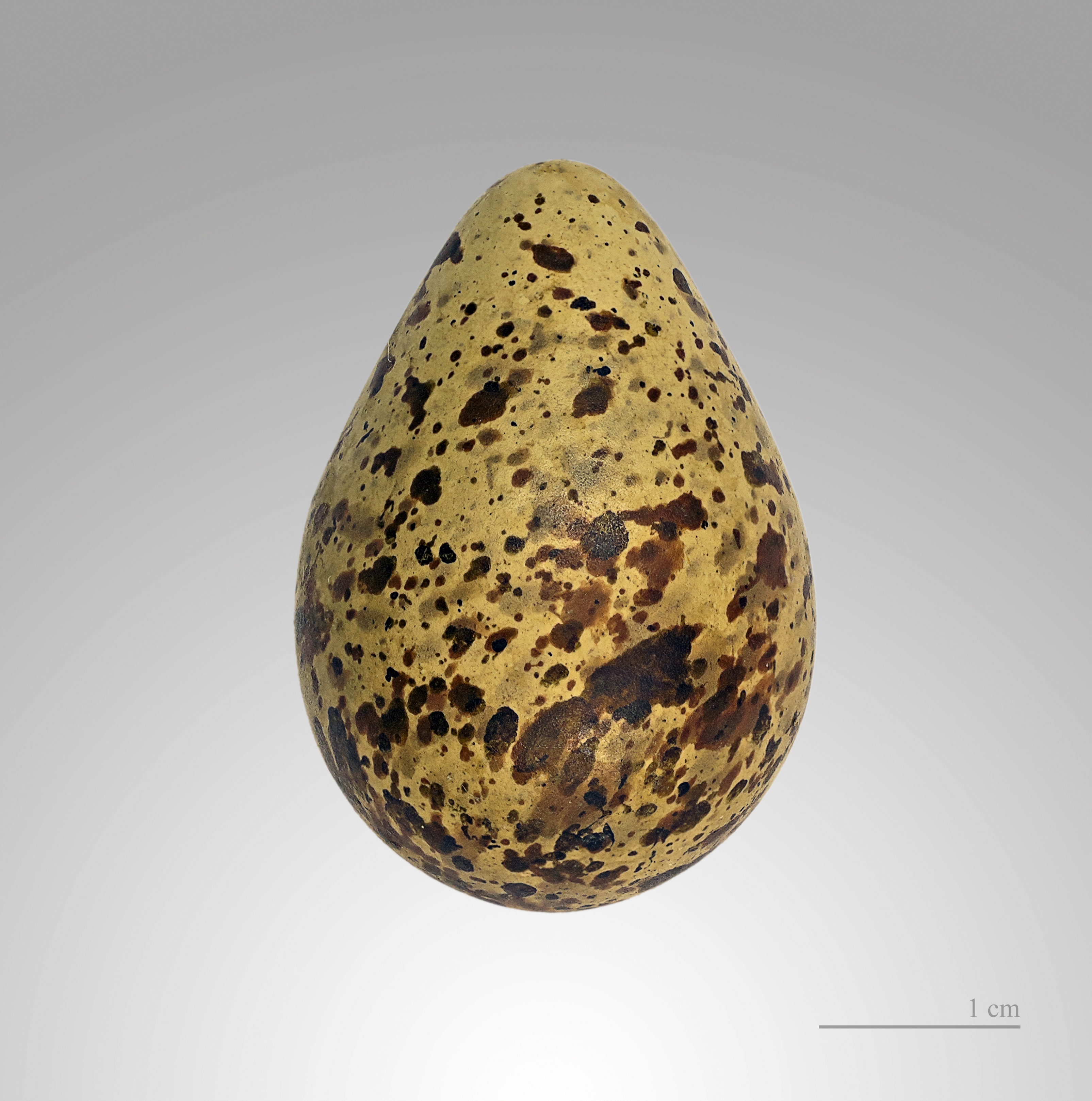
Jajo z kolekcji muzealnej

### Okres godowy
Toki: samiec podąża za potencjalną partnerką, kiedy szuka ona pożywienia, co jakiś czas śpiewając. Poprzez ściganie samicy w długich lotach nisko nad ziemią, biegus krzywodzioby demonstruje swoją prędkość i zręczność.
Gniazdo: zagłębienie ukryte w trawie i wysłane porostami, budowane wyłącznie przez samice łączące się w tym celu w grupy w okresie od czerwca do lipca. Zdarza się, że od dwóch do sześciu samic gniazduje blisko siebie, co służy ułatwieniu współpracy w przypadku konieczności obrony przed drapieżnikami.

### Okres lęgowy
Jaja: w ciągu roku (czerwiec–lipiec) wyprowadzany jest jeden lęg, składający się najczęściej z czterech jaj o stożkowatym kształcie i zielonkawoszarej barwie z ciemnymi plamami.
Wysiadywanie: jaja wysiadywane przez 19–20 dni wyłącznie przez samicę.
Pisklęta: uzyskują lotność po 14–16 dniach.

## Status i ochrona
Od 2024 roku Międzynarodowa Unia Ochrony Przyrody (IUCN) klasyfikuje biegusa krzywodziobego jako gatunek narażony (VU, Vulnerable); wcześniej, od 1988 roku zaliczała go do gatunków najmniejszej troski (LC, Least Concern), a od 2015 roku uznawała go za gatunek bliski zagrożenia (NT, Near Threatened). Liczebność światowej populacji, według szacunków organizacji BirdLife International z 2024 roku, zawiera się w przedziale 700 000 – 1 200 000 osobników. Trend liczebności populacji uznawany jest za silnie spadkowy.
W Polsce podlega ścisłej ochronie gatunkowej.